# Монтонате (Варезе)
Монтонате је насеље у Италији у округу Варезе, региону Ломбардија.
Према процени из 2011. у насељу је живело 837 становника. Насеље се налази на надморској висини од 329 м.